# Augustijnenklooster (Herentals)

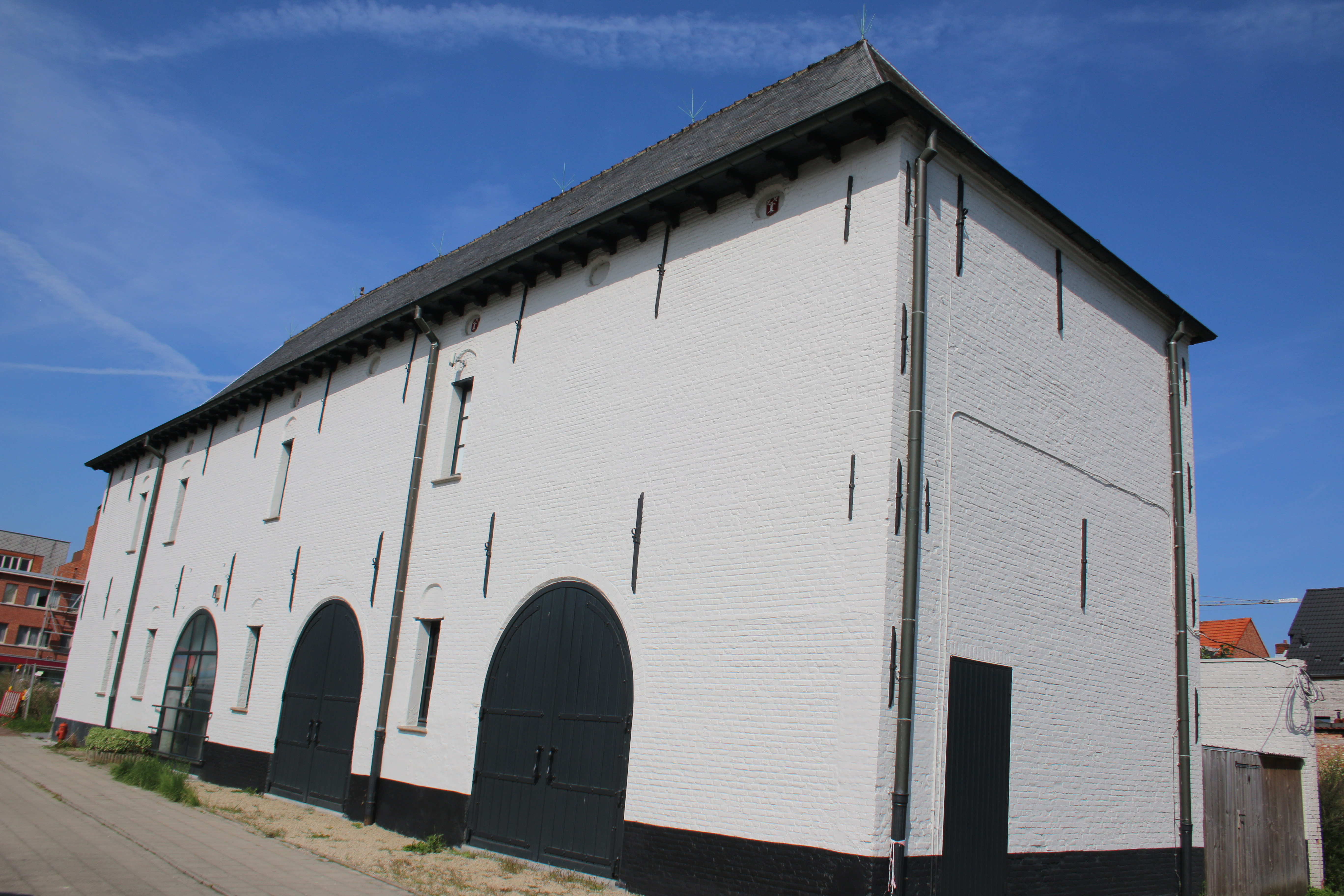
De Infirmerie, nu stadsarchief

Het Augustijnenklooster was een klooster van de paters Augustijnen in Herentals. De paters Augustijnen vestigden zich in 1613 in Herentals en bouwden een klooster in 1616 op de hoek van de huidige Fraikinstraat – Belgiëlaan – Augustijnenlaan. De paters verstrekten onderwijs in de bestaande Latijnse School. Tijdens de Boerenkrijg in de Slag om Herentals (28 oktober 1798) brandde het kloosterpand grotendeels uit, enkel de infirmerie bleef over. Die vroegere infirmerie is ooit een tabaksmagazijn geweest, werd in 1952 gerestaureerd en werd tussen 1970 en 1980 als brandweerkazerne gebruikt. Ze huisvest sinds 1993 het Herentalse Stadsarchief.